# Lijst van grietmannen van Vredewold
Dit is een lijst van grietmannen van de voormalige Nederlandse grietenij Vredewold in de provincie Groningen, die bestaan heeft tot 1803.
| Ambtsperiode | Naam grietman                                                                         | Leven          | Bijzonderheden |
| ------------ | ------------------------------------------------------------------------------------- | -------------- | --- |
| 1465         | Dywert Papens                                                                         |                | grietman van Westerdeel-Vredewold |
| 1471         | Abele Brungers                                                                        |                | zijlrechter-grietman van het Westerzijlvest van Vredewold |
| 1474 - 1494  | Benno Wyema (Bennen Wiama)                                                            |                | grietman Westerdeel-Vredewold |
| 1481         | Sicke Bennynge                                                                        |                | grietman van Oosterdeel-Vredewold |
| 1508 - 1514  | Harmen Bennekema                                                                      |                | |
| 1520         | Uyllo Hayens                                                                          |                | grietman van Westerdeel-Vredewold |
| 1521         | Oemke Renkema                                                                         |                | |
| 1523         | Hayo Reynema                                                                          |                | |
| 1524 - 1528  | Sywert Fossema                                                                        |                | grietman van Westerdeel-Vredewold |
| 1526 - 1531  | Meyt Bonnema                                                                          |                | grietman van Oosterdeel-Vredewold |
| 1528         | Harcko Ima                                                                            |                | grietman van Westerdeel-Vredewold |
| 1530         | Onno van Ewsum                                                                        |                | |
| - 1531       | Iwe Eisema                                                                            |                | doet afstand van zijn rechten op het grietmanschap |
| voor 1538    | Sybolt Bijma (Bijnema)                                                                | ovl. 1538      | grietman van Oosterdeel-Vredewold, oo Agnes (buitenechtel. dochter van een jonker van Ewsum). Kinderen Wigbold, Gretha en Ursula bezochten de kloosterschool Kuzemer. Men woonde op borg Bijma te Faan. |
| 1531         | Beteke weduwe van Wigbolt van Ewsum                                                   |                | krijgt de grietenij opgedragen |
| 1531 - 1803  | de heer van Nienoord                                                                  |                | erfgrietman |
| 1531         | jonker Onno van Ewsum                                                                 | ovl. vóór 1538 | hoofdeling |
| 1532         | Ueddo Heddema                                                                         |                | substituut grietman vanwege jonker Onno van Ewsum |
| 1536 - 1546  | Hidde van Ewsum                                                                       |                | erfgrietman |
| 1537         | Johan van Ewsum                                                                       |                | |
| 1542         | Tjepke Douwema                                                                        |                | rechter namens de erfgrietman |
| 1555         | Wigbold (Wigbolt) van Ewsum                                                           |                | erfgrietman |
| 1561 - 1564  | Iwe Auwema                                                                            |                | erfgrietman van |
| 1590 - 1597  | Albertus Henrici                                                                      |                | geconstitueerd grietman |
| 1593         | Rutger Auwema                                                                         |                | grietman te Marum |
| 1602 - 1611  | Aerndt Schedam                                                                        |                | |
| 1603 - 1604  | Bocko Auwema                                                                          |                | |
| 1603 - 1633  | Caspar van Ewsum, heer tot Nienoord                                                   |                | |
| 1609 - 1628  | Elinck Fossema                                                                        | ovl. vóór 1634 | geconstitueerd grietman |
| 1638 - 1643  | Sijpke Botens                                                                         |                | 1638 zijlvester-grietman van Bomsterzijl |
| 1641 - 1667  | Johannes Woltherus                                                                    |                | geconstitueerd grietman; ook grietman van Visvliet |
| 1642         | Willem van Eussem, heer te Nienoord                                                   |                | |
| 1644         | Lui Duins                                                                             |                | grietman te Nijsloterzijl |
| 1668 - 1670  | jonker Marcus van Lijcklama tot Boeckstede                                            |                | hoofdeling, geconstitueerd grietman |
| 1672         | Lubbertus                                                                             |                | |
| 1674         | Gerhardus Vechter                                                                     |                | |
| 1676 - 1683  | Wiardus Siccama                                                                       | 1648-1691      | wordt 1676 aangesteld; hoofdeling |
| 1678         | Herman Krull                                                                          |                | |
| 1679-1683    | Everardt Ringhels op Coninckspoorte                                                   |                | hoofdeling, geconstitueerd grietman |
| 1688         | Carel Ferdinand vrijheer van In- en Kniphuisen                                        |                | beëdiging |
| 1702         | Georg Wilhelm graaf van In- en Kniphuisen                                             |                | |
| 1718         | Hoijt Liuma                                                                           |                | zijlvest-grietman te Niebert, Nuis, Marum en Noordwijk |
| 1718         | Idske Mientes                                                                         |                | substituut van Hoijt Liuma |
| 1718         | Tijlo Krijthe                                                                         |                | tevens grietman van Visvliet |
| 1721         | Joannes Robers                                                                        |                | tevens grietman van Visvliet |
| 1721 - 1727  | dr. Johan Geertsema                                                                   |                | geconstitueerd grietman, tevens grietman van Visvliet en richter van Appingedam, Ten Boer, Garmerwolde en Scharmer                                                                                      |
| ca. 1725     | de heer van Nienoord                                                                  |                | zijlvest-grietman van Niesloterzijl |
| 1726 - 1749  | dr. Petrus Alberthoma                                                                 |                | mede-geconstitueerd grietman |
| 1730 - 1747  | Johannes Leuringh, J.U.D.                                                             |                | tevens grietman van Visvliet en de Drie Waarden |
| 1731 - 1777  | Albertus Rijpma, J.U.D.                                                               |                | mede-geconstitueerd grietman |
| 1732         | dr. Pompejus Venhuisen                                                                |                | mede-geconstitueerd grietman |
| 1737         | Haro Caspar baron van In- en Kniphuisen                                               |                | |
| 1740 - 1748  | Willem baron van In- en Kniphuisen                                                    |                | grietman van Westerdeel-Vredewold, 1740 zijlvest-grietman van Niesloterzijlvest; "hij is een usupator"                                                                                                  |
| 1757 - 1759  | Edzard Reint Alberda van Bloemersma                                                   |                | grietman van Bomsterzijlvest |
| 1764         | Jan Taapkens                                                                          |                | geconstitueerd grietman |
| 1769 - 1785  | Nicolaus Guichart, J.U.D.                                                             | 1743-1805      | geconstitueerd grietman, secretaris en fiscaal van de Ommelanden |
| 1775         | S.L. Alberda                                                                          |                | grietman van het Bomsterzijlvest |
| 1783 - 1785  | Alle Halbes                                                                           |                | zijlvest-grietman van Niesloterzijlvest |
| 1785         | Ferdinand Folef baron van In- en Kniphuisen, heer van Nienoord en des lands Vredewold | 1735-1795      | |
| 1785         | Nicolaus Guichart, J.U.D.                                                             | 1743-1805      | geconstitueerd grietman vanwege voorgenoemde |
| 1786 - 1794  | Willem Entrup, J.U.D.                                                                 | 1739-1800      | geconstitueerd grietman, was eerder secretaris van de Hoge Justitiekamer, later raadsheer in het departementaal gerechtshof te Deventer                                                                 |
| 1796 - 1803  | Rudolf Hindrik Koning, J.U.D.                                                         |                | geconstitueerd grietman |